# 1989 في الجزائر
فيما يلي قوائم الأحداث التي وقعت خلال عام 1989 في الجزائر.

## سياسة
- 23 فبراير – المصادقة على الدستور الثالث للبلاد عبر استفتاء عام والذي يكرس التعددية الحزبية.

### انتهاء فترة المنصب
- 9 سبتمبر – قاصدي مرباح الوزير الأول الجزائري.

## أفلام
من الأفلام التي صدرت هذه السنة في الجزائر:
- 1 يناير – الطاكسي المخفي من إخراج بن عمر بختي.

## مواليد

### يناير
- 1 يناير – أنس بوزغوب ممثل جزائري.
- 1 يناير – سعيد بلكلام لاعب كرة قدم جزائري.
- 27 يناير – يوغرطة حمرون لاعب كرة قدم جزائري.
- 29 يناير – عبد الغني دمو لاعب كرة قدم جزائري.
- 30 يناير – بن مالك بوعلام لاعب كرة قدم جزائري.

### يونيو
- 19 يونيو – تسعديت عيسو لاعبة كرة طائرة جزائرية.

### يوليو
- 20 يوليو – مسعود بركوس لاعب كرة يد جزائري.

### أغسطس
- 2 أغسطس – ياسمين أودني لاعبة كرة طائرة جزائرية.
- 25 أغسطس – فريد داوود لاعب كرة قدم جزائري.

### سبتمبر
- 14 سبتمبر – أيوب عزي لاعب كرة قدم جزائري.
- 21 سبتمبر – فوزي يايا لاعب كرة قدم جزائري.

### أكتوبر
- 21 أكتوبر – محمد بنطيبة لاعب كرة قدم جزائري.

### نوفمبر
- 1 نوفمبر – محمد بن يطو لاعب كرة قدم جزائري.
- 16 نوفمبر – أمين لينغانزي لاعب كرة قدم.

### ديسمبر
- 25 ديسمبر – جمال بن العمري لاعب كرة قدم جزائري.

## وفيات

### يناير
- 1 يناير – عباس بن الشيخ الحسين (مواليد 1912) دبلوماسي جزائري.

### فبراير
- 25 فبراير – مولود معمري (مواليد 1917)

### سبتمبر
- 1 سبتمبر – مختار عريبي (مواليد 1924) لاعب كرة قدم فرنسي.

### أكتوبر
- 28 أكتوبر – كاتب ياسين (مواليد 1929) كاتب جزائري.
- 28 أكتوبر – مصطفى كاتب (مواليد 1920)